# 1. Līga 2015
La 1. Līga 2015 è stata la 24ª edizione della seconda divisione del Campionato lettone di calcio dalla ritrovata indipendenza. Il Caramba/Dinamo ha vinto il campionato, ottenendo la promozione in massima serie.

## Stagione

### Novità
Il campionato era composto da 16 squadre, come dalla stagione precedente. Il SFK United non si iscrisse; il suo posto, quello del Gulbene (promosso in Virslīga) e quello del Pļaviņas/DM (retrocesso in 2. Līga) furono presi da Caramba/Dinamo e Staiceles Bebri promossi dalla 2. Līga e dallo JDFS Alberts che prese il posto del Jūrmala, retrocesso dalla Virslīga, che non si iscrisse per debiti.

### Formula
Le sedici squadre partecipanti si affrontavano in turni di andata e ritorno per un totale di 30 incontri per squadra. La formazione prima classificata era promossa in Virslīga 2016, la seconda effettuava uno spareggio con la nona (penultima) di Virslīga 2015. La squadra classificata all'ultimo posto veniva retrocessa.
Erano assegnati tre punti per la vittoria, uno per il pareggio e zero per la sconfitta. In caso di arrivo in parità si teneva conto della classifica avulsa.

## Squadre partecipanti
| Club            | Città     | Stagione precedente                          |
| --------------- | --------- | -------------------------------------------- |
| 1625 Liepāja    | Liepāja   | 4° in 1. Līga                                |
| Auda Ķekava     | Rīga      | 6° in 1. Līga                                |
| Caramba/Dinamo  | Rīga      | Promosso dalla 2. Līga                       |
| JDFS Alberts    | Rīga      | Ripescato dalla 2. Līga                      |
| Jēkabpils/JSC   | Jēkabpils | 9° in 1. Līga                                |
| Olaine          | Olaine    | 11° in 1. Līga                               |
| Ogre            | Ogre      | 8° in 1. Līga                                |
| Preiļu          | Preiļi    | 10° in 1. Līga                               |
| Rēzeknes FA     | Rēzekne   | 2° in 1. Līga, perde lo spareggio promozione |
| RFS Riga        | Rīga      | 5° in 1. Līga                                |
| Salaspils       | Salaspils | 15° in 1. Līga                               |
| Saldus          | Saldus    | 13° in 1. Līga                               |
| Smiltene        | Smiltene  | 14° in 1. Līga                               |
| Staiceles Bebri | Staicele  | Promosso dalla 2. Līga                       |
| Tukums 2000     | Tukums    | 7° in 1. Līga                                |
| Valmiera        | Valmiera  | 3° in 1. Līga                                |

## Classifica finale
|  | Pos. | Squadra         | Pt | G  | V  | N | P  | GF  | GS  | DR   |
|  | ---- | --------------- | -- | -- | -- | - | -- | --- | --- | ---- |
|  | 1.   | Caramba/Dinamo  | 84 | 30 | 27 | 3 | 0  | 142 | 14  | +128 |
|  | 2.   | Valmiera        | 75 | 30 | 24 | 3 | 3  | 89  | 33  | +56  |
|  | 3.   | RFS Riga        | 74 | 30 | 24 | 2 | 4  | 94  | 25  | +69  |
|  | 4.   | 1625 Liepāja    | 61 | 30 | 18 | 7 | 5  | 92  | 39  | +53  |
|  | 5.   | Auda Ķekava     | 48 | 30 | 13 | 9 | 8  | 62  | 43  | +19  |
|  | 6.   | Rēzeknes FA     | 45 | 30 | 14 | 3 | 13 | 56  | 66  | −10  |
|  | 7.   | Tukums 2000     | 42 | 30 | 13 | 3 | 14 | 65  | 70  | −5   |
|  | 8.   | Olaine          | 36 | 30 | 9  | 9 | 12 | 41  | 49  | −8   |
|  | 9.   | JDFS Alberts    | 35 | 30 | 11 | 2 | 17 | 35  | 56  | −21  |
|  | 10.  | Ogre            | 33 | 30 | 9  | 6 | 15 | 52  | 70  | −18  |
|  | 11.  | Jēkabpils/JSC   | 30 | 30 | 9  | 3 | 18 | 46  | 99  | −53  |
|  | 12.  | Salaspils       | 30 | 30 | 8  | 6 | 16 | 31  | 57  | −26  |
|  | 13.  | Staiceles Bebri | 27 | 30 | 8  | 3 | 19 | 42  | 84  | −42  |
|  | 14.  | Saldus          | 24 | 30 | 7  | 3 | 20 | 22  | 59  | −37  |
|  | 15.  | Smiltene        | 22 | 30 | 6  | 4 | 20 | 52  | 97  | −45  |
|  | 16.  | Preiļu          | 18 | 30 | 4  | 6 | 20 | 40  | 100 | −60  |

## Verdetti finali
- Caramba/Dinamo promosso in Virslīga 2016.
- Valmiera ammesso allo spareggio promozione, in seguito perso.
- RFS Riga ripescato in Virslīga 2016, dopo rinuncia del Valmiera.
- Preiļu BJSS inizialmente retrocesso in 2. Līga, poi ripescato.
- Salaspils non iscritto in 1. Līga 2016, riparte dalla 2. Līga.
- 1625 Liepaja non iscritto al campionato successivo.